# NGC 391
NGC 391 è una galassia lenticolare situata nella costellazione della Balena, a una distanza di circa 242 milioni di anni luce dalla nostra Via Lattea.

## Scoperta
La galassia è stata scoperta l'8 gennaio 1853 dall'astronomo statunitense George Phillips Bond.